# Baldwin (Georgie)
Baldwin je město v Banks County, a v Habersham County, v Georgii, ve Spojených státech amerických. Žije zde přibližně 3 600 obyvatel.

## Demografie
Podle sčítání lidí v roce 2000 žilo ve městě 2425 obyvatel, 845 domácností, a 583 rodin. V roce 2011 žilo ve městě 1549 mužů (47,2%), a 1732 žen (52,8%). Průměrný věk obyvatele je 31 let.